# Wyspy Dziewicze Stanów Zjednoczonych na Halowych Mistrzostwach Świata w Lekkoatletyce 2010
Reprezentacja Wysp Dziewiczych Stanów Zjednoczonych na halowe mistrzostwa świata 2010 liczyła 1 zawodniczkę.

## Kobiety
- Bieg na 60 m
  - LaVerne Jones-Ferrette – z wynikiem 7,03 sekundy zdobyła srebrny medal, lecz w grudniu 2010 ogłoszono, że sprinterka zażywała clomifen – stosowany m.in. na zakończenie kuracji sterydowej, nałożono na nią karę sześciomięsięcznej, a medal halowych mistrzostw świata odebrano[2][3].